# Albert Ferenc (szociológus)
Albert Ferenc (Brassó, 1929. augusztus 29. –) magyar szociológus, közíró.

## Életútja
Középiskolai tanulmányait Aradon végezte, a kolozsvári Mezőgazdasági Intézetben szerzett diplomát. Egy évig a Bolyai Tudományegyetemen adott elő tudományos szocializmust, majd a bukaresti Társadalomtudományi Lektoriskola elvégzése után a temesvári Mezőgazdasági Intézet és Tudományegyetem társadalomtudományi katedráján tanár. Filozófiai doktorátust a Ștefan Gheorghiu Társadalomtudományi Akadémián szerzett. A temesvári Szabad Szó belső munkatársa (1958–69), a Viitorul Social, Orizont, Forum Studențesc szerkesztőbizottsági tagja. Politikai és társadalomtudományi írásait közölte a Korunk, Ramuri, Neue Banater Zeitung és a napisajtó. Szakfolyóiratokban bel- és külföldön a tudományos szocializmus alapvető kérdéseivel, a szabadidő-, a munka- és az ifjúságszociológia időszerű problémáival foglalkozott.
Az 1990-es években vállalta a Szórványkutató Csoport vezetését. 2006 szeptember 12-én a temesvári Szórvány Alapítvány beköltözött a Kós Károly Közösségi Központba. Ebből az alkalomból beszédet mondott Albert Ferenc is, melyben összefoglalta a Szórvány Alapítvány addig elért eredményeit. Az erdélyi magyarságot foglalkoztató közérdekű kérdésekről (magyar nyelvű oktatás, civil szervezetek, magyar színházak, gazda körök működése, határ menti együttműködés) előadásokban, napilapokban adott számot.

## Munkáiból
- Dialog cu timpul liber (Párbeszéd a szabad időről, 1970)
- Peremlét és megmaradás : bánsági helyzetkép 1996. Bodó Barnával, Papp Z. Attilával. Temesvár : Szórvány Alapítvány, 1977. 120 p. (Szórvány füzetek)
- Iskolaválasztás szórványhelyzetben. Bakk Miklóssal, Bodó Barnával. Temesvár, Szórványkutató Csoport, 1993, gépelt kézirat, 100 p., 1993